# ListenBrainz
ListenBrainz是一个自由开源项目，用以收集和保存用户收听音乐的习惯。所有的数据都是开放和可共享的，付费后也可用于商业用途。ListenBrainz由管理MusicBrainz的MetaBrainz基金会运营。
ListenBrainz可以连接Music Player Daemon、Spotify、Rhythmbox等音乐服务或播放器，也可导入Last.fm数据。ListenBrainz可以根据这些数据来推荐内容。